# Sébazac-Concourès
Sébazac-Concourès település Franciaországban, Aveyron megyében. Lakosainak száma 3266 fő (2022. január 1.). Sébazac-Concourès Bozouls, La Loubière, Montrozier, Onet-le-Château, Rodelle és Salles-la-Source községekkel határos.

## Népesség
A település népessége az elmúlt években az alábbi módon változott:
| Lakosok száma | 635  | 2336 | 2703 | 2913 | 3132 | 3216 | 3253 | 3256 | 3330 | 3266 |
|               | 1968 | 1982 | 1990 | 2006 | 2013 | 2015 | 2017 | 2019 | 2020 | 2022 |